# Origin of Symmetry
| 전문가 평가      | 전문가 평가 |
| 평가 점수        | 평가 점수   |
| 출처             | 점수        |
| ---------------- | ----------- |
| AllMusic         | [ 1 ]       |
| Drowned in Sound | 10/10       |
| The Guardian     | [ 3 ]       |
| Hot Press        | 8/12        |
| The Independent  | [ 5 ]       |
| The List         | 4/5         |
| NME              | 9/10        |
| Q                | [ 8 ]       |
| Stylus Magazine  | C           |
| Sunday Herald    | [ 10 ]      |

《Origin of Symmetry》는 2001년 6월 18일, 머쉬룸 레코드와 테이스트 미디어를 통해 발매된 영국의 록 밴드 뮤즈의 두 번째 스튜디오 음반이다. 그것의 제목과 주제는 이론 물리학자 미치오 카쿠가 그의 저서 《초공간》에서 제시한 개념에서 나온다.
《Origin of Symmetry》는 영국 음반 차트에서 3위를 정점을 찍고, 영국 축음기 협회 플래티넘 지위를 달성하며 영국에서 중요하고 상업적인 성공을 거두었다. 〈Plug In Baby〉, 〈New Born〉, 〈Bliss〉, 〈Hyper Music〉/〈Feeling Good〉의 네 곡이 음반에서 발매되었다.

## 배경
뮤즈는 그들의 데뷔 음반 《Showbiz》의 투어 동안 《Origin of Symmetry》를 발달했다. 커버인 〈Feeling Good〉는 1964년 앤서니 뉼리와 레슬리 브리커스가 브로드웨이를 위해 작곡한 작품으로 니나 시몬이 1965년 음반 《I Put a Spell on You》로 처음 녹음했다.
이 제목은 이론 물리학자 미치오 카쿠의 1994년 저서 《초공간》에서 유래한 것으로, 《종의 기원》(On the Origin of Species)에 대한 언급인 초대칭의 발견에 관한 미래 책에 《The Origin of Symmetry》이라는 제목을 제시하고 있다. 작곡가인 매튜 벨라미에 따르면 "모든 사람들이 생명의 기원에 대해 글을 써왔기 때문에 이제 그들은 대칭의 기원을 보기 시작할 것입니다. 우주에는 어느 정도의 안정성이 있고 그것이 어디에서 기원하는지 알아내는 것이 신이 존재하는지 알아내는 것이 될 것입니다."

## 발매
《Origin of Symmetry》는 2001년 6월 18일에 처음 발매되었다. 당초 《Showbiz》도 발매한 매버릭 레코드를 통해 미국에서 발매될 예정이었다. 그러나 뮤즈는 매버릭이 벨라미에게 더 적은 가성으로 음반을 다시 녹음하라고 요구하자 매버릭을 떠났다. 이 음반은 2005년에야 미국에서 발매되었다.
《Origin of Symmetry》는 쇼비즈, 데모, 라이브 공연 및 기타 자료와 함께 《Origin of Muse》 박스 세트의 일부로 리마스터되고 재발행되었다. 박스 세트는 2019년 12월 6일에 발매되었다.

## 곡 목록
레슬리 브리커스와 앤서니 뉼리가 작사/작곡한 〈Feeling Good〉을 제외하고, 모든 곡들은 매튜 벨라미에 의해 작사/작곡하였다.
| #   | 제목               | 재생 시간 |
| --- | ------------------ | --------- |
| 1.  | 〈New Born〉       | 6:03      |
| 2.  | 〈Bliss〉          | 4:12      |
| 3.  | 〈Space Dementia〉 | 6:20      |
| 4.  | 〈Hyper Music〉    | 3:21      |
| 5.  | 〈Plug In Baby〉   | 3:39      |
| 6.  | 〈Citizen Erased〉 | 7:19      |
| 7.  | 〈Micro Cuts〉     | 3:38      |
| 8.  | 〈Screenager〉     | 4:20      |
| 9.  | 〈Darkshines〉     | 4:47      |
| 10. | 〈Feeling Good〉   | 3:19      |
| 11. | 〈Megalomania〉    | 4:38      |

## 인증
| 국가                                                  | 인증        | 판매량/출하량 |
| ----------------------------------------------------- | ----------- | ------------- |
| 오스트레일리아 (ARIA)                                 | 플래티넘    | 70,000^       |
| 벨기에 (BEA)                                          | 골드        | 25,000*       |
| 이탈리아 (FIMI)                                       | 골드        | 25,000*       |
| 네덜란드 (NVPI)                                       | 골드        | 40,000^       |
| 스위스 (IFPI 스위스)                                  | 골드        | 20,000^       |
| 영국 (BPI)                                            | 2× 플래티넘 | 600,000^      |
| *판매량을 기반으로 한 인증 ^출하량을 기반으로 한 인증 |             |               |